# Deadmans Cove
Deadmans Cove is een gemeentevrije plaats in de Canadese provincie Newfoundland en Labrador. Het gehucht bevindt zich aan de noordwestkust van het eiland Newfoundland.

## Geografie
Deadmans Cove ligt aan de noordwestkust van het Great Northern Peninsula, het meest noordelijke gedeelte van Newfoundland. De plaats ligt aan provinciale route 430 tussen het dorp Anchor Point en het gehucht Bear Cove. Deadmans Cove ligt aan de oevers van de Straat van Belle Isle.

## Demografische ontwikkeling
| Demografische ontwikkeling tussen 2011 en 2021 |
| ---------------------------------------------- |
|                                                |
| Bron: Statistics Canada (2011–2016, 2021)      |